# قرار مجلس الأمن التابع للأمم المتحدة رقم 482
قرار مجلس الأمن التابع للأمم المتحدة رقم 482، المعتمد في 11 كانون الأول / ديسمبر 1980، أشار إلى تقرير للأمين العام مفاده أنه بسبب الظروف الحالية، فإن وجود قوة الأمم المتحدة لحفظ السلام في قبرص سيظل ضروريًا لتحقيق سلام مستدام. وأعرب المجلس عن رغبته في أن تدعم جميع الأطراف اتفاق النقاط العشر لاستئناف المحادثات بين الطائفتين، وطلب من الأمين العام تقديم تقرير مرة أخرى قبل 31 أيار / مايو 1981 لمتابعة تنفيذ القرار.
أعاد المجلس تأكيد قراراته السابقة، بما في ذلك القرار 365 (1974)، الذي أعرب عن قلقه بشأن الوضع، وحث الأطراف المعنية على العمل معاً من أجل السلام ومدد ولاية القوة مرة أخرى في قبرص، المنصوص عليه في القرار 186 (1964)، حتى 15 يونيو 1981.
اعتمد القرار بأغلبية 14 صوتاً. لم تشارك جمهورية الصين الشعبية في التصويت.